# Liste des districts dans le borough londonien de Richmond upon Thames
Ceci est une liste des districts du Borough londonien de Richmond upon Thames.
Les zones de code postal de Richmond upon Thames sont KT, SW ,TW et W.

Richmond upon Thames dans le Grand Londres

## Districts
| District        | Ville postale                   | Zone du code postal/District | Coordonnées                 | OS grid ref  |
| --------------- | ------------------------------- | ---------------------------- | --------------------------- | ------------ |
| Barnes          | LONDRES                         | SW13                         | 51° 28′ 26″ N, 0° 14′ 10″ O | TQ225765     |
| Castelnau       | LONDRES                         | SW13                         | 51° 29′ 10″ N, 0° 13′ 59″ O | TQ226776     |
| East Sheen      | LONDRES                         | SW14                         | 51° 27′ 50″ N, 0° 15′ 58″ O | TQ2075       |
| East Twickenham |                                 |                              |                             |              |
| Fulwell         | TEDDINGTON, HAMPTON             | TW11, TW12                   | 51° 26′ 05″ N, 0° 20′ 51″ O | TQ149719     |
| Ham             | RICHMOND                        | TW10                         | 51° 26′ 06″ N, 0° 18′ 36″ O | TQ1813673150 |
| Hampton         | HAMPTON                         | TW12                         | 51° 25′ 19″ N, 0° 22′ 01″ O | TQ135705     |
| Hampton Hill    | HAMPTON, TEDDINGTON             | TW11, TW12                   | 51° 25′ 35″ N, 0° 21′ 21″ O | TQ144710     |
| Hampton Wick    | KINGSTON UPON THAMES            | KT1                          | 51° 24′ 54″ N, 0° 18′ 36″ O | TQ1869       |
| Kew             | RICHMOND                        | TW9                          | 51° 29′ 01″ N, 0° 16′ 41″ O | TQ195775     |
| Mortlake        | LONDRES                         | SW14                         | 51° 27′ 56″ N, 0° 15′ 51″ O | TQ205755     |
| North Sheen     | RICHMOND                        | TW9, TW10                    | 51° 28′ 29″ N, 0° 16′ 42″ O | TQ195765     |
| Petersham       | RICHMOND                        | TW10                         | 51° 26′ 47″ N, 0° 18′ 12″ O | TQ179733     |
| Richmond        | RICHMOND                        | TW9, TW10                    | 51° 27′ 22″ N, 0° 18′ 04″ O | TQ1874       |
| St Margarets    | TWICKENHAM                      | TW1                          | 51° 28′ N, 0° 19′ O         | TQ168742     |
| Strawberry Hill | TWICKENHAM                      | TW1, TW2                     | 51° 26′ 17″ N, 0° 20′ 06″ O | TQ155725     |
| Teddington      | TEDDINGTON                      | TW11                         | 51° 25′ 26″ N, 0° 19′ 55″ O | TQ159708     |
| Twickenham      | TWICKENHAM                      | TW1, TW2                     | 51° 26′ 56″ N, 0° 20′ 13″ O | TQ1673       |
| Whitton         | TWICKENHAM, HOUNSLOW, ISLEWORTH | TW2,TW3,TW4,TW7              | 51° 26′ 56″ N, 0° 21′ 05″ O | TQ145735     |

## Référence
- (en) Cet article est partiellement ou en totalité issu de l’article de Wikipédia en anglais intitulé « List of districts in the London Borough of Richmond upon Thames » (voir la liste des auteurs).